# Kiyou Shimizu
Kiyou Shimizu (Osaka, 7 dicembre 1993) è una karateka giapponese, argento olimpico a Tokyo 2020.

## Palmarès

### Giochi olimpici
- Tokyo 2020: :argento individuale